# Future Man
Future Man es una serie de televisión estadounidense de comedia que se estrenó el 14 de noviembre de 2017 en la plataforma de streaming Hulu. Sigue al limpiador de un laboratorio que está llamado a salvar el mundo. Es protagonizada por Josh Hutcherson, Eliza Coupe, Derek Wilson, Ed Begley Jr. y Glenne Headly, siendo los productores ejecutivos Seth Rogen y Evan Goldberg.
En España, se estrenó la temporada completa el 15 de noviembre de 2017 en HBO. En Latinoamérica, la serie se estrenó el 28 de noviembre de 2017, en la APP de Fox Premium y en Fox Premium Series.
El 8 de enero de 2018, Hulu renovó la serie para una segunda temporada de 13 capítulos, estrenándose el 11 de enero de 2019. En España, se estrenó la temporada completa, el 12 de enero de 2019 en HBO. En Latinoamérica, se estrenó el 11 de enero de 2019 en Fox Premium Series y en la APP de Fox Premium.

## Reparto y personajes

### Principal
- Josh Hutcherson como Josh Futterman.[3]
- Eliza Coupe como Tigre.
- Derek Wilson como Lobo.
- Ed Begley Jr. como Gabe Futturman.
- Glenne Headly como Diane Futturman.

### Recurrente
- Robert Craighead como detective Vincent Skarsgaard (6 episodios).
- Jason Scott Jenkins como Carl (7 episodios).
- Keith David como el doctor Elias Kronish (5 episodios).
- Haley Joel Osment como el doctor Stu Camillo (5 episodios).
- Britt Lower como Jeri Lang (4 episodios).
- Kevin Caliber como Blaze (3 episodios).
- Paul Scheer (3 episodios).
- Awkwafina (3 episodios).

### Protagonistas invitados
- Ron Funches como Ray ("Piloto").
- Martin Starr como Lyle Karofsky ("Un recado combustible").
- David Koechner como Barry Futturman ("Una mamada antes de morir").
- Carolyn Hennesy como Wanda ("Una mamada antes de morir").
- Megan Hayes como la voz de SIGORN-E ("El buzón de voz de Pandora").
- Charlie McDermott como Barry Futturman joven ("Operación: Atracción natal").
- Diona Reasonover como Estelle Kronish ("Más allá de la cúpula de trufa").
- Corey Hart como él mismo ("El preludio de un Apocalipsis").
- Carla Gallo como Dingo ("Una cita con el destino").
- Jon Daly como Búho ("Una cita con el destino").

## Producción
El 8 de junio de 2017, la miembro del reparto Glenne Headly murió tras haber filmado cinco episodios de los 13 previstos para la temporada. Los productores declararon que no sería sustituida y que emitirían los episodios que rodó, haciendo que los guionistas tuviesen que reescribir los episodios en los que iba a participar.

## Episodios
| Temporada | Temporada | Episodios | Estados Unidos          | Estados Unidos          | España                  | España                  | Latinoamérica           | Latinoamérica         |
| Temporada | Temporada | Episodios | Comienzo                | Final                   | Comienzo                | Final                   | Comienzo                | Final                 |
| --------- | --------- | --------- | ----------------------- | ----------------------- | ----------------------- | ----------------------- | ----------------------- | --------------------- |
|           | 1         | 13        | 14 de noviembre de 2017 | 14 de noviembre de 2017 | 15 de noviembre de 2017 | 15 de noviembre de 2017 | 28 de noviembre de 2017 | 20 de febrero de 2018 |
|           | 2         | 13        | 11 de enero de 2019     | 11 de enero de 2019     | 12 de enero de 2019     | 12 de enero de 2019     | 11 de enero de 2019     | 5 de abril de 2019    |
|           | 3         | 8         | 3 de abril de 2020      | 3 de abril de 2020      | 4 de abril de 2020      | 4 de abril de 2020      | 4 de abril de 2020      | 4 de abril de 2020    |

## Recepción
En el sitio web Rotten Tomatoes, la serie tiene un índice de aprobación de 76% basado en 25 críticas, con un promedio de 7.04/10. En Metacritic, el cual asigna un valor normalizado a las críticas, la serie tiene una puntuación de 70 sobre 100, basado en revisiones de 18 críticos, indicando "generalmente críticas favorables".